# Amphiotopsis longicaudata
Amphiotopsis longicaudata är en kräftdjursart som beskrevs av Boeck 1861. Amphiotopsis longicaudata ingår i släktet Amphiotopsis, och familjen Calliopiidae. Arten är reproducerande i Sverige.